# Иннокентий (Дубравицкий)
Архимандрит Иннокентий (в миру Иван Алексеевич Дубравицкий; около 1760 — 25 декабря 1799 (5 января 1800)) — архимандрит Русской православной церкви, с 1788 года — ректор Александро-Невской главной семинарии в Санкт-Петербурге.

## Биография
Родился около 1760 года в Тверской епархии. Обучался в Новгородской семинарии; по окончании курса в 1782 году оставлен в ней преподавателем. В 1783—1786 годах — учитель риторики Александро-Невской Семинарии. В 1786 году возвращен в Новгородскую семинарию, где после принятия пострига назначен префектом и учителем философии.
12 (23) октября 1788 года переведён ректором в Александро-Невскую Главную Семинарию. Состоял её ректором и учителем богословия до 1795 года. Одновременно был законоучителем в училище Святого Петра в Санкт-Петербурге.
С 22 октября (2 ноября) 1788 года был архимандритом новгородского Вяжищского монастыря.
С 22 августа 1791 года — архимандрит Антониева монастыря.
В 1793 году был наставником и законоучителем Баденской принцессы Луизы, принявшей православие с именем Елизаветы Алексеевны и вышедшей замуж за великого князя Александра Павловича.
С 13 (24) марта 1795 года — настоятель Иверского монастыря. 23 мая (3 июня) 1796 года переведен в Юрьев монастырь, тогда же испросил увольнение от управления Юрьевым монастырём. 2 (13) ноября 1796 года по болезни уволен с пенсией в 1000 рублей в год на покой.
25 декабря 1799 (5 января 1800) года скончался и погребён в паперти соборной Георгиевской церкви, на северной стороне.

## Сочинения
- «Rhetorika Sacra» (СПб., 1790) долго была классическим учебником красноречия.
- Три его проповеди («О истинной славе», «О благочестии» и «О силе примера») напечатаны в Санкт-Петербурге в 1791 году.
- Слово при избрании судей. — СПб., 1792.